# Peter Larsen (zapaśnik)
Hans Peter Larsen (ur. 4 marca 1904 w Herritslev w gminie Guldborgsund, zm. 13 listopada 1985 w Nykøbing Falster) – duński zapaśnik walczący w stylu klasycznym. Olimpijczyk z Berlina 1936, gdzie zajął dziewiąte miejsce w wadze ciężkiej.
Uczestnik mistrzostw Europy w 1935, 1937, 1938 i 1939. Mistrz Danii w latach 1931, 1936-1939 i 1943.

## Letnie Igrzyska Olimpijskie 1936
| Konkurencja           | Rundy eliminacyjne      | Rundy eliminacyjne   | Klas. końcowa |
| Konkurencja           | Przeciwnik I            | Przeciwnik II        | Miejsce       |
| --------------------- | ----------------------- | -------------------- | ------------- |
| +87 kg styl klasyczny | Hjalmar Nyström (FIN) P | Mehmet Çoban (TUR) P | 9.            |